# Públio Herênio Polião
Públio Herênio Polião (em latim: Publius Herennius Pollio) foi um senador romano nomeado cônsul sufecto para o nundínio de julho a agosto de 85 com seu filho, Marco Ânio Herênio Polião. Era proprietário de uma olaria especializada na produção de imagens votivas (dollia).